# Род Смалуд
Род Смалуд (Rod Smallwood) е помощник-мениджър на хевиметъл групата Айрън Мейдън и съосновател на Smallwood-Taylor Enterprises, днес Sanctuary Group през 1976 г. Днес това е най-голямата компания за музикален мениджмънт. Компанията получава името си от песента на Мейдън със същото име. Бизнес партньор на Смалуд е Анди Тейлър, когото среща като студент в Тринити Колидж, Кембридж.
Б-страната „Sheriff of Huddersfield“, написана от Айрън Мейдън е за Смалуд и е издадена през 1986 г., със сингъла „Wasted Years“. Тук мениджърът е оприличен на шерифа на Нотингам, заради скъперничеството си и се съдържа препратка към многобройните му оплаквания от (тогава неотдавнашното) преместване в Лос Анджелис. Смалуд не знае за песента, преди издаването на сингъла.
Освен мендижър на Айрън Мейдън, Смалуд е мениджър и на Стив Харли & Кокни Ребел.